# Guilhermina Suggia

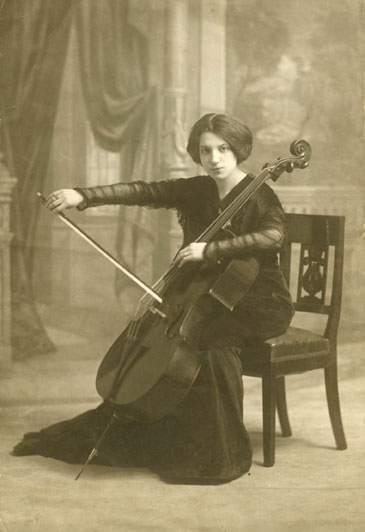
Guilhermina Augusta Xavier de Medin Suggia

Guilhermina Augusta Xavier de Medin Suggia (Oporto, 27 de junio de 1885-Oporto, 30 de julio de 1950) fue una violonchelista portuguesa.

## Biografía

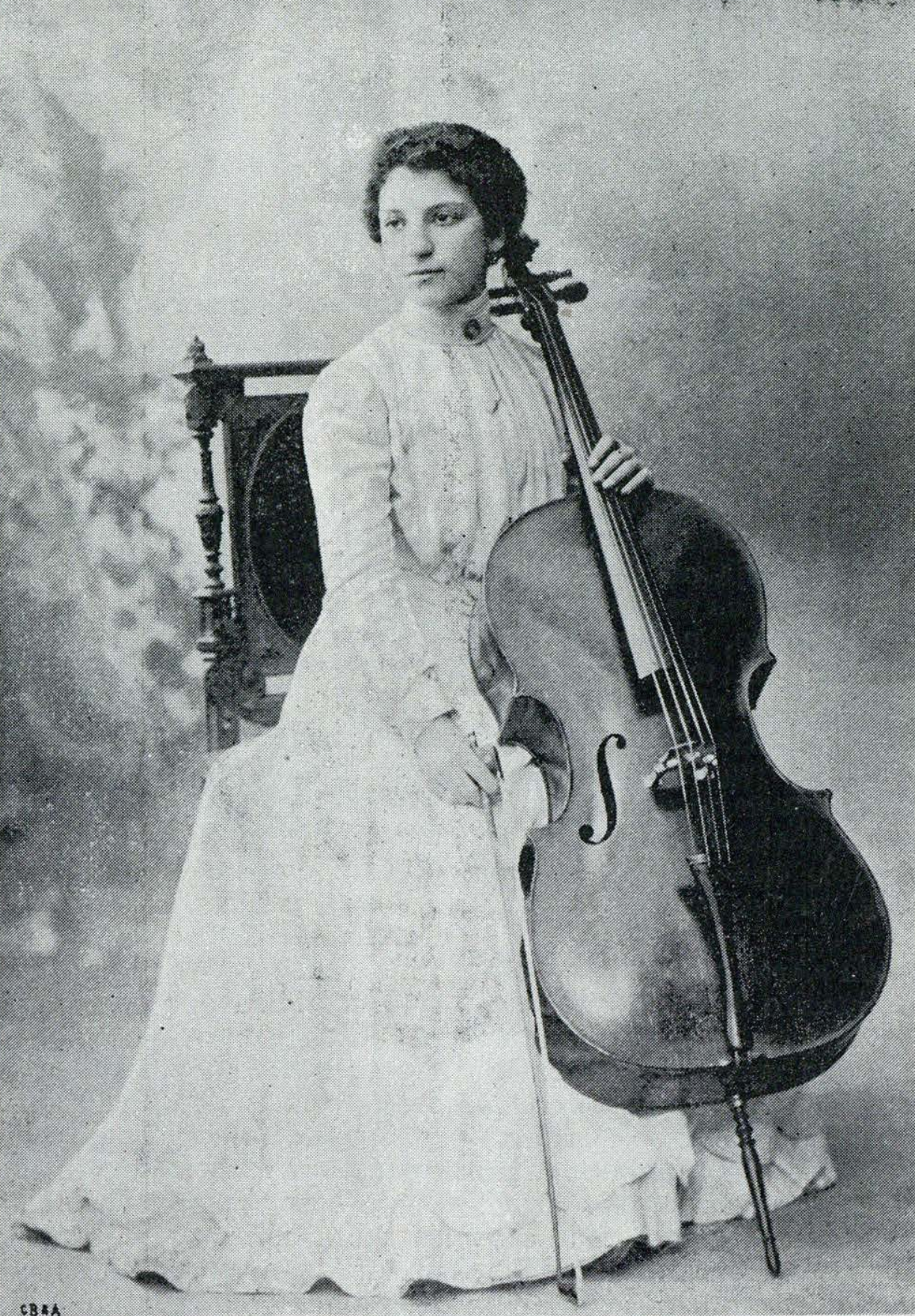
Guilhermina Suggia (Arte Musical, n.º 104, 1 de mayo de 1903)

Suggia nació en Oporto a una familia de ascendencia italiana. Su padre era un músico competente y le enseñó teoría musical y chelo. Tal fue su progreso que a la edad de 12 años fue nombrada violonchelista principal de la orquesta local, Orpheon Portuense. En 1904, bajo el patrocinio de la reina María Amélia de Portugal, fue a estudiar al Conservatorio de Leipzig con Julius Klengel.
En el transcurso de un año, se le pidió a Suggia que se presentara como solista con la orquesta de la Gewandhaus de Leipzig bajo su director, Arthur Nikisch. De 1906 a 1912 vivió y trabajó en París con el violonchelista Pablo Casals. En general, se creía, incorrectamente, que los dos estaban casados, y a Suggia a veces se la calificaba como "Mme P. Casals-Suggia".
Comenzó a viajar internacionalmente, construyendo su reputación. Ella y Casals fueron calificados como "los principales violonchelistas del mundo". Después de que se separaron, Suggia mantuvo su admiración por Casals, describiéndolo como preeminente entre los violoncelistas vivos. A partir de 1914 desarrolló una carrera espectacular, sobre todo en Londres y Portugal.
En 1914 formó un trío con la violinista Jelly d'Arányi y la pianista Fanny Davies. Durante el período de su residencia en Gran Bretaña durante las décadas de 1920 y 1930, visitó con frecuencia el Castillo de Lindisfarne en el norte de Inglaterra, donde ahora descansa un violonchelo en la Sala de Música en conmemoración del tiempo que pasó allí. Su violonchelo "Montagnana" descansa en el Conservatorio de Música do Porto, su ciudad natal en Portugal.
En 1927, Suggia se casó con José Mena, un especialista en rayos X. Durante la Segunda Guerra Mundial, Suggia y su esposo regresaron a Portugal, donde vivió jubilada. Visitó Gran Bretaña después de la guerra, dando actuaciones del Concierto para Chelo de Elgar en ayuda de la caridad. Dio sus últimos conciertos en el Festival de Edimburgo en 1949 y en Bournemouth más tarde ese mismo año.
Suggia murió de cáncer en Oporto a la edad de 66 años, un año después de la muerte de su esposo.

## Grabaciones
Suggia hizo un pequeño número de grabaciones de gramófono. Incluyen el Concierto en re mayor de Haydn con John Barbirolli y el Concierto en la menor de Saint-Saëns con Lawrence Collingwood. Fueron reeditados en un disco compacto en 1989 (EMI EH761083-1). Un CD compilatorio fue lanzado en 2004 con interpretaciones de Haydn, Max Bruch y Lalo (Dutton CDBP9748).

## Legado
Suggia legó su violonchelo Stradivarius a la Royal Academy of Music de Londres, que se venderá para financiar una beca para jóvenes violoncelistas. El Legado Suggia, establecido en 1955, ha sido administrado desde 1995 por el Fondo Benevolente de Músicos. Ha sido ganado por violonchelistas como Rohan de Saram (1955), Jacqueline du Pré (1956–1961), Robert Cohen (1967–1971), Hafliði Hallgrímsson, Steven Isserlis, Raphael Wallfisch y Julian Lloyd Webber. En 2010 se anunció que el Legado Suggia 2011 se realizaría en asociación con el Festival Internacional Guilhermina Suggia de 2011, que se celebró en su ciudad natal.
El gran auditorio de la Casa da Música en Oporto se llama Sala Suggia en su honor.
TAP Portugal, aerolínea nacional, nombró a uno de sus aviones, un Airbus A319, en honor a ella.

## Retrato
Probablemente la imagen más famosa de la Guilhermina Suggia es el retrato al óleo realizado por el artista galés Augustus John, cuya hija Amaryllis Fleming más tarde se convirtió en una conocida violoncelista. Este retrato fue iniciado en 1920 y no se terminó hasta 1923. Aparentemente Suggia está ejecutando una de las Suites para violonchelo solo de Johann Sebastian Bach. El retrato fue exhibido en el Instituto Carnegie de Pittsburg en 1924, comprado por un estadounidense, pero luego fue regresado a Inglaterra y presentado en la Tate Gallery. Las medidas del retrato son 186x185 cm. The Manchester Guardian escribió de este trabajo que "servirá para recordar a las generaciones futuras que aquí había un músico que emparejó la nobleza de su arte con la de su presencia en la plataforma del concierto". Las fotografías de Suggia por Alvin Langdon Coburn son conservadas en el Archivo Fotográfico de la Casa George Eastman y un retrato fotográfico de Bertram Park en la National Portrait Gallery de Londres.